# Stazione di Ardenza
La stazione di Ardenza è una stazione ferroviaria dismessa, sita a Livorno, nel quartiere omonimo.
Si trova lungo la linea Tirrenica, nel tratto compreso tra la stazione di Livorno Centrale e quella di Antignano.

## Storia
La costruzione della stazione risale al 1910, quando fu completata la tratta costiera tra Livorno e Vada della ferrovia Tirrenica, che permise di abbandonare l'originario tracciato via Collesalvetti.
All'epoca l'abitato di Ardenza non era ancora stato inglobato dalla città, sebbene la zona fosse stata oggetto di un crescente interesse sin dalla prima metà dell'Ottocento, quando qui furono costruite alcune strutture per il turismo balneare. Per questo motivo la stazione venne denominata semplicemente col nome del borgo, senza essere preceduta dal prefisso "Livorno".
La stazione venne soppressa il 16 aprile 2003.

## Strutture e impianti

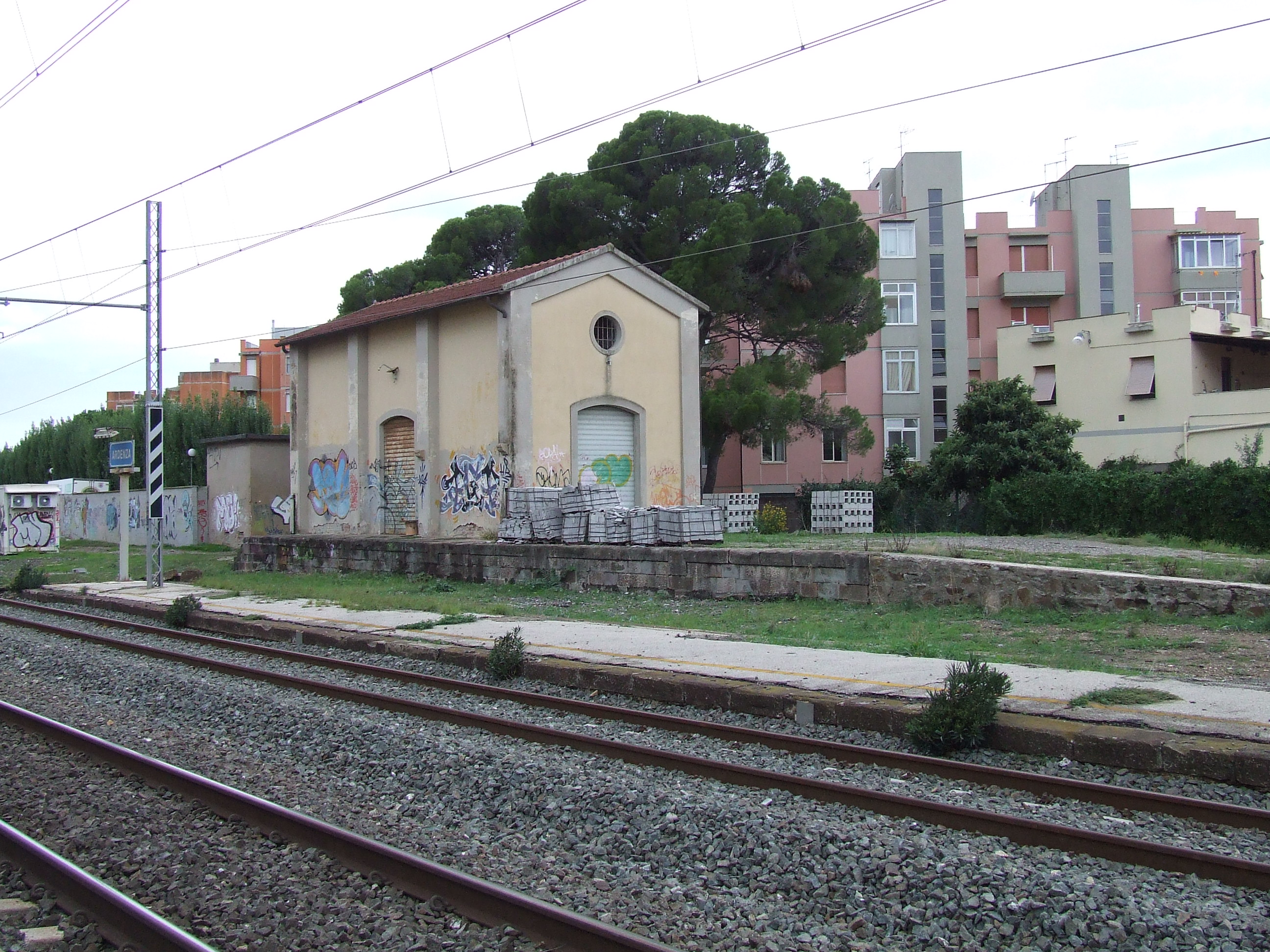
Il piccolo magazzino merci

La stazione è costituita da un fabbricato viaggiatori la cui architettura richiama quello del coevo scalo di Antignano: presenta infatti una pianta rettangolare, ma, a differenza della stazione antignanese, quella di Ardenza è rialzata di un ulteriore piano, presentando quindi tre piani fuori terra anziché due.
L'impianto possiede due binari di corsa serviti da due banchine: non vi sono altri binari di raddoppio, ma in origine la stazione era dotata di un piccolo fascio a servizio del vicino scalo merci di stazione, i cui resti sono ancora visibili.
Un secondo raccordo la collegava alla retrostante area industriale, poi dismessa e completamente trasformata in una cittadella commerciale dopo anni di abbandono.
La stazione possedeva anche un fabbricato per i servizi igienici; dalla soppressione risulta abbandonato con l'ingresso murato.